# Governo do Estado do Ceará
O Governo do Estado do Ceará possui sua sede na cidade de Fortaleza e abrange a estrutura administrativa estadual, de acordo com o estabelecido pela Constituição Federal e a Constituição Estadual. De forma análoga ao Governo Federal, é composto por três poderes: o Executivo, o Legislativo e o Judiciário. O governador comanda o executivo estadual, o legislativo consiste da Assembleia Legislativa e o judiciário tem como seu órgão máximo o Tribunal de Justiça.

## Executivo
O Poder Executivo cearense é chefiado pelo governador e encontra sua sede no Palácio da Abolição. A construção do palácio iniciou na década de 1960 e o executivo o adotou como sua sede em 1970, substituindo o Palácio da Luz.
O governador e o vice-governador são eleitos por sufrágio universal e voto direto e secreto pela população para mandatos de 4 anos, podendo ser reeleitos para mais um mandato consecutivo. São condições de elegibilidade, para ambos os cargos, a nacionalidade brasileira, o exercício dos direitos políticos, o domicílio eleitoral no estado, a filiação partidária e a idade mínima de 30 anos. As eleições estaduais ocorrem juntamente com as federais.
O atual governador é Elmano de Freitas (PT). Como representante máximo do Poder Executivo, compete ao governador a sanção e veto de leis aprovadas pelo legislativo, a organização e funcionamento da administração, a expedição de decretos e atua ainda como comandante-em-chefe da Polícia Militar, da Polícia Civil e do Corpo de Bombeiros Militar.
O vice-governador é o segundo cargo mais elevado na hierarquia do executivo, sendo eleito na mesma chapa do governador, o qual substitui quando este se encontrar impedido de exercer suas funções. De acordo com a Constituição Estadual, o vice-governador "além de outras atribuições que lhe forem conferidas por lei complementar, auxiliará o governador, sempre que por ele convocado para missões especiais." O cargo é atualmente ocupado por Jade Romero (MDB).
O governador é auxiliado pelos secretários na administração do estado. Eles são designados e exonerados conforme convir ao governador, mas as nomeações devem observar três requisitos: o exercício dos direitos políticos, a nacionalidade brasileira e a idade de 21 anos. Não há número mínimo nem máximo de secretários; atualmente, o gabinete de Elmano de Freitas é composto por 31 secretarias.

## Administração direta
| Cargo                                                                | Titular                       | Partido       | No cargo desde          | Ref           |
| -------------------------------------------------------------------- | ----------------------------- | ------------- | ----------------------- | ------------- |
| Secretaria Estadual de Administração Penitenciária e Ressocialização | Mauro Albuquerque             | Sem partido   | 1.º de janeiro de 2023  | [ 5 ]         |
| Secretaria Estadual de Articulação Política                          | Nelson Martins                | Sem partido   | 9 de agosto de 2024     | [ 6 ]         |
| Secretaria Estadual da Casa Civil                                    | Chagas Vieira                 | Sem partido   | 17 de dezembro de 2024  | [ 7 ]         |
| Secretaria Estadual das Cidades                                      | Zezinho Albuquerque           | Progressistas | 1.º de janeiro de 2023  | [ 8 ] [ 9 ]   |
| Secretaria Estadual da Ciência, Tecnologia e Educação Superior       | Sandra Monteiro               | Sem partido   | 1.º de janeiro de 2023  | [ 10 ] [ 11 ] |
| Secretaria Estadual da Cultura                                       | Luisa Cela                    | PSB           | 1.º de janeiro de 2023  | [ 5 ]         |
| Secretaria Estadual do Desenvolvimento Agrário                       | Moisés Braz                   | PT            | 1.º de janeiro de 2023  | [ 12 ] [ 13 ] |
| Secretaria Estadual do Desenvolvimento Econômico                     | Domingos Filho                | PSD           | 4 de janeiro de 2025    | [ 14 ]        |
| Secretaria Estadual dos Direitos Humanos                             | Socorro França                | Sem partido   | 1.º de janeiro de 2023  | [ 15 ]        |
| Secretaria Estadual da Diversidade                                   | Mitchelle Benevides Meira     | PT            | 1.º de janeiro de 2023  | [ 16 ]        |
| Secretaria Estadual de Educação                                      | Eliana Nunes Estrela          | Sem partido   | 1.º de janeiro de 2023  | [ 17 ]        |
| Secretaria Estadual de Esportes                                      | Rogério Nogueira Pinheiro     | Sem partido   | 1.º de janeiro de 2023  | [ 18 ]        |
| Secretaria Estadual da Fazenda                                       | Fabrízio Gomes Santos         | Sem partido   | 1.º de janeiro de 2023  | [ 19 ]        |
| Secretaria Estadual da Igualdade Racial                              | Zelma Madeira                 | Sem partido   | 1.º de janeiro de 2023  | [ 20 ]        |
| Secretaria Estadual de Infraestrutura                                | Hélio Winston Barreto Leitão  | Sem partido   | 31 de maio de 2024      | [ 21 ] [ 22 ] |
| Secretaria Estadual da Juventude                                     | Adelita Monteiro              | PSOL          | 1.º de janeiro de 2023  | [ 23 ]        |
| Secretaria Estadual do Meio Ambiente                                 | Vilma Freire                  | Sem partido   | 1.º de janeiro de 2023  | [ 24 ] [ 25 ] |
| Secretaria Estadual das Mulheres                                     | Lia Gomes                     | PSB           | 30 de janeiro de 2025   | [ 26 ] [ 27 ] |
| Secretaria Estadual de Pesca e Aquicultura                           | Oriel Filho                   | PT            | 2 de março de 2023      | [ 28 ] [ 29 ] |
| Secretaria Estadual dos Povos Indígenas                              | Cacika Juliana Alves          | Sem partido   | 1.º de janeiro de 2023  | [ 30 ] [ 31 ] |
| Secretaria Estadual de Planejamento                                  | Alexandre Sobreira Cialdini   | Sem partido   | 31 de maio de 2024      | [ 32 ] [ 21 ] |
| Secretaria Estadual de Proteção Animal                               | Erich Douglas                 | PSD           | 20 de fevereiro de 2025 | [ 33 ] [ 34 ] |
| Secretaria Estadual de Proteção Social                               | Jade Romero                   | MDB           | 1.º de janeiro de 2025  | [ 35 ] [ 36 ] |
| Secretaria Estadual dos Recursos Hídricos                            | Fernando Matos Santana        | PT            | 3 de fevereiro de 2025  | [ 37 ] [ 38 ] |
| Secretaria Estadual de Relações Internacionais                       | Roseane Medeiros              | Sem partido   | 1.º de janeiro de 2023  | [ 39 ]        |
| Secretaria Estadual de Saúde                                         | Tânia Mara Silva Coelho       | Sem partido   | 1.º de janeiro de 2023  | [ 40 ]        |
| Secretaria Estadual de Segurança Pública e Defesa Social             | Antonio Roberto Cesário de Sá | Sem partido   | 31 de maio de 2024      | [ 21 ]        |
| Secretaria Estadual do Trabalho                                      | Vladyson Viana                | Sem partido   | 1.º de janeiro de 2023  | [ 5 ]         |
| Secretaria Estadual do Turismo                                       | Eduardo Bismarck              | PDT           | 26 de dezembro de 2024  | [ 41 ] [ 42 ] |
| Procuradoria-Geral do Estado                                         | Rafael Machado Moraes         | Sem partido   | 1.º de janeiro de 2023  | [ 5 ] [ 43 ]  |
| Controladoria e Ouvidoria-Geral do Estado                            | Aloísio Carvalho              | Sem partido   | 1.º de janeiro de 2023  | [ 44 ]        |

## Autarquias

### Agência Reguladora de Serviços Públicos Delegados do Estado do Ceará (ARCE)
A ARCE é uma autarquia vinculada a procuradoria-geral do estado, dotada de autonomia financeira, orçamentária, funcional e administrativa responsável pela regulação dos serviços públicos vinculados diretamente ao governo do estado, como o transporte metropolitano, saneamento básico do estado(vinculado a CAGECE) e a concessão de energia elétrica.
A governança da ARCE é exercida por um conselho diretor deliberativo, no qual Rafael Maia De Paula é o atual presidente.

## Empresas estatais
- Companhia de Água e Esgoto do Ceará (CAGECE): A Companhia de Água e Esgoto do Ceará é uma empresa pertencente ao governo do estado responsável pelo fornecimento de água e coleta de esgoto em todo o território cearense, sua atuação é vinculada e gerenciada pela ARCE.[48]

## Iniciativas governamentais

### Proteção Social

#### Ceará Sem Fome
O programa Ceará Sem Fome é uma política pública estadual permanente, implementada através da lei 18.312/2023 vinculada as secretarias da Proteção Social e do Desenvolvimento Agrário, cuja finalidade é promover mais acesso das pessoas à alimentação saudável e nutritiva, garantindo a segurança alimentar e nutricional da população cearense, por meio de políticas públicas e do engajamento da sociedade civil para combater a fome de famílias em situação de pobreza e extrema pobreza.

##### Cartão Ceará Sem Fome
O Cartão Ceará Sem Fome é um meio de assegurar a alimentação da população em situação de pobreza ou extrema pobreza beneficiada pelo Ceará sem Fome, através do benefício de R$ 300,00 creditado na conta do titular do benefício. para garantir a assistência do programa, o titular do benefício deve ter cadastro ativo no CadÚnico do governo federal, ser beneficiário do Bolsa Família e ter renda per capita de até R$ 168,00.

##### Rede de Unidades Sociais Produtoras de Refeições
É um sistema formado pelo poder público e pelas instituições sociais, responsável por gerenciar, produzir e distribuir refeições saudáveis para a população beneficiada pelo programa.